# 1-Cloro-1,1-difluoroetano
1-Cloro-1,1-difluoroetano ( HCFC-142b ) é um haloalcano com a fórmula química C H 3 C Cl F 2 . Pertence à família de hidroclorofluorcarbono (HCFC) de compostos sintéticos que contribuem significativamente para a destruição do ozônio e para o aquecimento global quando liberados no meio ambiente. É usado principalmente como refrigerante, onde também é conhecido como R-142b e por nomes comerciais, incluindo Freon -142b.

## Propriedades físico-químicas
O 1-Cloro-1,1-difluoroetano é um gás incolor altamente inflamável na maioria das condições atmosféricas. Tem um ponto de ebulição de -10°C. Sua temperatura crítica é próxima a 137°C.

## Usos
O HCFC-142b é usado como refrigerante, como agente de expansão para a produção de espuma plástica e como matéria-prima para fazer fluoreto de polivinilideno (PVDF). Ele foi introduzido para substituir os clorofluorcarbonos (CFCs) que estavam inicialmente sendo eliminados pelo Protocolo de Montreal, mas os HCFCs ainda têm uma capacidade significativa de destruição da camada de ozônio. Desde o ano de 2020, os HCFCs estão sendo substituídos por HFCs que não destroem a camada de ozônio em muitas aplicações.
Nos Estados Unidos, a EPA declarou que os HCFCs poderiam ser usados em "processos que resultam na transformação ou destruição dos HCFCs", como o uso de HCFC-142b como matéria-prima para fazer PVDF. Os HCFCs também podem ser usados em equipamentos fabricados antes de 1º de janeiro de 2010. O objetivo desses novos regulamentos era eliminar gradualmente os HCFCs da mesma forma que os CFCs foram eliminados. A produção de HCFC-142b em países fora do artigo 5, como os Estados Unidos, foi proibida em 1º de janeiro de 2020 sob o Protocolo de Montreal.

## Histórico de produção
De acordo com o Estudo de Aceitabilidade Ambiental de Fluorocarbonos Alternativos (AFEAS), em 2006 a produção global (excluindo Índia e China que não relataram dados de produção) de HCFC-142b foi de 33.779 toneladas métricas e um aumento na produção de 2006 a 2007 de 34%.
Em sua maioria, as concentrações de HCFCs na atmosfera correspondem às taxas de emissão relatadas pelas indústrias. A exceção a isso é o HCFC-142b, que tinha uma concentração mais alta do que as taxas de emissão sugerem.

## Efeitos ambientais

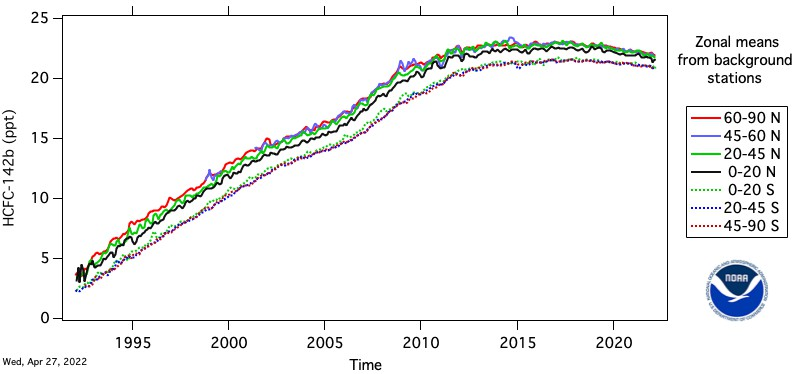
Crescimento de HCFC-142b na atmosfera da Terra desde o ano de 1992.

A concentração de HCFC-142b na atmosfera aumentou para mais de 20 partes por trilhão até o ano de 2010. Tem um potencial de destruição do ozônio (ODP) de 0,07. Isso é baixo em comparação com o ODP = 1 do triclorofluormetano (CFC-11, R-11), que também cresceu cerca de dez vezes mais abundante na atmosfera no ano de 1985 (antes da introdução do HFC-142b e do Protocolo de Montreal).
O HFC-142b também é um gás de efeito estufa menor, mas potente. Tem uma vida útil estimada de cerca de 17 anos e um potencial de aquecimento global de 100 anos, variando de 2300 a 5000. Isso se compara ao GWP = 1 de dióxido de carbono, que teve uma concentração atmosférica muito maior perto de 400 partes por milhão no ano de 2020.